# NGC 2938
NGC 2938 (другие обозначения — UGC 5115, MCG 13-7-32, ZWG 350.27, PGC 27473) — спиральная галактика с перемычкой (SBc) на расстоянии около 108 млн световых лет в созвездии Дракона. Открыта Уильямом Гершелем в 1801 году. Диаметр около 50 тыс. световых лет, удаляется с радиальной скоростью 2416 км/с.
Этот объект входит в число перечисленных в оригинальной редакции «Нового общего каталога».

## Любительские наблюдения
Галактика весьма тусклая, со слегка наклонённым диском, вытянута с востока на запад. На фотографиях видна более яркая узкая перемычка, тускнеющая к западу, от которой отходят спиральные рукава. В любительский телескоп галактика визуально выглядит очень тусклой, лишь при больших увеличениях её можно рассмотреть как очень диффузный, несконцентрированный объект с ровной поверхностной яркостью, края которого очень размыты и плохо определяются.